# Мардер, Ребекка
Ребекка Мардер (фр. Rebecca Marder; род. 10 апреля 1995, XIV округ Парижа) — французская актриса театра и кино.

## Биография
Ребекка Мардер родилась в 1995 году во Франции в семье американского еврея музыканта Марка Мардера и французской журналистки Матильды Ла Бардонни. В пять лет она начала сниматься в кино. В 14 лет Мардер снялась в фильме «Облава», в 16 лет получила приз фестиваля фантастического телевидения в Ла-Рошели за роль в телефильме «Эмма». В 2015—2022 годах играла в «Комеди Франсез».
В 2021 году Мардер появилась в главной роли в фильме «Сияющая девушка», показанном в Каннах. В 2023 году на экраны вышел фильм Франсуа Озона «Моё преступление», где Мардер исполнила одну из главных ролей.

## Избранная фильмография
- 2010 : Облава Розлин Бош : Рэйчел Вайсман
- 2019 : Он и она Седрик Клапиш : Капучине Брюнет
- 2020 : Крёстная мама Жан-Поль Саломе : Габриэлль Портфё
- 2023 : Моё преступление Франсуа Озон : Полин Молеон
- 2025 : Посторонний Франсуа Озон